# Theodosius Dobzhansky
Theodosius Dobzhansky (ukrajinsky Феодосій Григорович Добржанський, Feodosij Hryhorovyč Dobřanskyj; 24. ledna 1900 Nemyriv, Ukrajina – 18. prosince 1975 San Jacinto, Kalifornie) byl ukrajinsko-americký genetik a evoluční biolog. Spolu s R. Fisherem, J. B. S. Haldanem, E. Mayrem a dalšími položil základy neodarwinistické čili moderní evoluční syntézy, která sloučila mendelovskou genetiku s darwinismem. Dobzhansky byl experimentátor, který se proslavil výzkumy na octomilkách (Drosophila melanogaster) a podstatně přispěl k pochopení biologické evoluce a vzniku druhů

## Život
Narodil se v Nemyrivě, asi 100 km jihozápadně od Kyjeva, v rodině učitele matematiky. Už v dětství sbíral motýly a rozhodl se, že bude biologem. V letech 1917–1921 studoval na univerzitě v Kyjevě, kde pak začal s pokusy na octomilkách a roku 1924 se oženil s evoluční bioložkou Natalií Sivercinovou. Roku 1927 nastoupil na Petrohradské univerzitě, vzápětí však emigroval do USA a s Thomasem Morganem na Kolumbijské univerzitě v New Yorku vypracoval nové metody genetiky. Genetickou variabilitu octomilek zvýšil ozařováním a rozložení genů na chromosomech studoval pomocí genetických markerů. V letech 1930–1940 přednášel na Kalifornském technologickém institutu v Pasadeně a věnoval se translokacím (posunům částí po chromosomu) a expresi pohlaví.
Roku 1936 se stal profesorem a 1937 vydal velmi vlivné dílo „Genetika a původ druhů“ (Genetics and the Origin of Species), jeden z pilířů moderní evoluční syntézy. Evoluci zde definoval jako „změnu četnosti alel v určité genetické populaci (genovém poolu)“, vysvětlil fenomény variace, selekce a izolace a ukázal, jak evolucí vzniká stabilní rovnováha v populacích. V letech 1940–1962 byl profesorem na Kolumbijské univerzitě a na četných cestách se věnoval studiu hmyzu. Roku 1962 vydal knihu „Evoluce lidstva“ (Mankind evolving), kde své názory rozšířil i do oblasti sociologie a antropologie. V letech 1962–1971 pracoval na Rockefellerově univerzitě a následně byl profesorem genetiky na Kalifornské univerzitě v Davisu.
Dobzhansky byl věřící pravoslavný křesťan a současně přesvědčený evolucionista, který kritizoval primitivní kreacionismus mnoha křesťanů. Vyjadřoval se také k filosofickým otázkám a ke společenským důsledkům své práce. Od 60. let odmítal také pojem rasy a tvrdil, že každá lidská osoba má jedinečný genotyp i životní příběh, který se liší ode všech ostatních v rodině, v kmeni i v celém lidstvu. Musí být proto posuzována jen podle svých vlastních schopností a činů. Často se cituje jeho věta:
| „ | Nic v biologii nedává smysl – leda ve světle evoluce. | “ |

## Hlavní díla
- Heredity, Race and Society (1946)
- Genetics and the Origin of Species (1937, třetí vyd. 1951)
- The Biological Basis of Human Freedom (1954)
- Evolution, Genetics, and Man (1955)
- Radiation, Genes, and Man (1959)
- Mankind Evolving: The Evolution of the Human Species (1962)
- Heredity and the nature of man (1964)
- The Biology of Ultimate Concern (1967)
- Heredity, Race and Society (1968)
- Genetics of the Evolutionary Process (1970)
- Genetic Diversity and Human Equality (1973)